# Traudl Treichl
Traudl Treichl (Lenggries, 12 marzo 1950) è un'ex sciatrice alpina tedesca che gareggiò per la nazionale tedesca occidentale.

## Biografia
Sciatrice polivalente, Traudl Treichl ottenne il primo risultato di rilievo in Coppa del Mondo il 16 febbraio 1969 a Vysoké Tatry giungendo 10ª in slalom speciale; convocata per gli XI Giochi olimpici invernali di Sapporo 1972, sua unica presenza olimpica, si classificò 13ª nella discesa libera, 9ª nello slalom gigante e non completò lo slalom speciale.
Il 21 gennaio 1973 a Les Contamines salì per la prima volta sul podio in Coppa del Mondo piazzandosi 2ª, dietro all'austriaca Monika Kaserer, in slalom gigante e il 20 dicembre dello stesso anno ottenne nella medesima specialità il terzo e ultimo podio di carriera nel circuito, il 3º posto alle spalle della liechtensteinese Hanni Wenzel e della svizzera Marie-Theres Nadig. Il 3 febbraio 1974 ai Mondiali di Sankt Moritz 1974 vinse la medaglia d'argento nello slalom gigante; il 21 dicembre dello stesso anno con il 5º posto nella discesa libera di Coppa del Mondo disputato a Saalbach ottenne l'ultimo risultato della sua attività agonistica.

## Palmarès

### Mondiali
- 1 medaglia:
  - 1 argento (slalom gigante a Sankt Moritz 1974)

### Coppa del Mondo
- Miglior piazzamento in classifica generale: 12ª nel 1974
- 3 podi (tutti in slalom gigante)
  - 2 secondi posti
  - 1 terzo posto

### Campionati tedeschi
- 1 oro (slalom gigante nel 1974)[1]